# Camperol bru
El camperol bru (Cincloramphus cruralis) és una espècie d'ocell de la família dels locustèl·lids (Locustellidae). Es troba a la major part d'Austràlia. Els seus hàbitats principals són els matollars i herbassars secs tropicals i subtropicals. El seu estat de conservació es considera de risc mínim.